# Atletika na Letních olympijských hrách 1980 – 100 metrů ženy
 Běh na 100 metrů žen  na Letních olympijských hrách 1980 se uskutečnil ve dnech 25. a 26. července na Olympijském stadionu v Moskvě. 

## Výsledky finálového běhu
| *                | jméno                  | země                           | čas   |
| ---------------- | ---------------------- | ------------------------------ | ----- |
| Zlatá medaile    | Ljudmila Kondraťjevová | Sovětský svaz                  | 11,06 |
| Stříbrná medaile | Marlies Göhrová        | Německá demokratická republika | 11,07 |
| Bronzová medaile | Ingrid Auerswaldová    | Německá demokratická republika | 11,14 |
| 4                | Linda Haglundová       | Švédsko                        | 11,16 |
| 5                | Romy Müllerová         | Německá demokratická republika | 11,16 |
| 6                | Kathy Smallwoodová     | Velká Británie                 | 11,28 |
| 7                | Chantal Régaová        | Francie                        | 11,32 |
| 8                | Heather Hunteová       | Velká Británie                 | 11,34 |